# Antoine Laurent de Jussieu
Antoine-Laurent de Jussieu (Lyon, 12 de abril de 1748 — Paris, 17 de setembro de 1836) foi um médico e botânico francês.

## Biografia
Sobrinho de Antoine de Jussieu, de Bernard de Jussieu e de Joseph de Jussieu, iniciou seus estudos em Lyon. Em 1766 seu tio Bernard chama-o a Paris para iniciar seus estudos em medicina.[carece de fontes?]
Em 1763 apresenta à Academia das ciências da França o seu Exame da família das Ranunculaceae, que permite a sua inscrição como membro da academia.[carece de fontes?]
Em 1770 substituiu Louis-Guillaume Le Monnier no posto de demonstrador do Jardim do Rei.[carece de fontes?]
Desenvolveu as ideias do seu tio Bernard de Jussieu sobre a classificação dos vegetais de acordo com um sistema baseado na morfologia das plantas. Em 1774 publicou Exposition d'un nouvel ordre des plantes, adopté dans les démonstrations du Jardin royal nas Mémoires de l'Académie des sciences, completado quinze anos mais tarde, com a publicação de Genera plantarum secundum ordines naturales disposita. Georges Cuvier comenta que é "um livro admirável, que faça nas ciências de observação uma época tão importante quanto a química de Lavoisier nas ciências experimentais" . Antoine-Laurent de Jussieu inspirou-se fortemente nos trabalhos de Cuvier e também nos de de Candolle. Esta obra foi a base de toda a classificação atual dos vegetais superiores.[carece de fontes?]
Em 1784 após a resolução contra o magnetismo animal fomentada pelos comissários nomeados pelo rei, Antoine Laurent de Jussieu defende a teoria de Mesmer em seu Relatório de um dos comissários junto ao rei do exame do magnetismo animal.
Em 1794 foi nomeado diretor do novo Museu Nacional de História Natural, onde inaugurou imediatamente uma biblioteca. Foi membro nesta época da Société des observateurs de l'homme.[carece de fontes?]
Em 1804 ocupou a cátedra de professor de botânica da Faculdade de Medicina de Paris, posto que ocupou até 1826. Em 1829 tornou-se membro estrangeiro da Royal Society.[carece de fontes?]
Tornando-se quase cego, demitiu-se do seu cargo no Museu em proveito do seu filho Adrien, também botânico.[carece de fontes?]

## Obras
- Genera Plantarum, secundum ordines naturales disposita juxta methodum in Horto Regio Parisiensi exaratam, anno 1774. MS. notes. Paris, 1789.
- Principes de la methode naturelle des végétaux. Paris, 1824.